# Bekkerveld (buurt)
Bekkerveld is een buurt in de wijk Aarveld-Bekkerveld in de Nederlandse gemeente Heerlen. De buurt ligt ten zuiden van het stadscentrum. Aan de westzijde wordt de buurt begrensd door de Benzenraderweg, aan de noordzijde door de Burgemeester Gijzelslaan en de Ruys de Beerenbroucklaan, aan de oostzijde door de Sint Franciscusweg en de Bongaertslaan en in het zuiden door de Caumerbeeklaan en de Burgemeester Waszinkstraat.
In het noorden ligt de buurt Op de Nobel, in het oosten ligt Molenbergpark, in het zuiden de buurten van Caumerveld en Douve Weien en in het westen Aarveld.
In de buurt staat de Talmakerk en de Sint-Annakerk.
Stadsdelen: Heerlerbaan · Heerlerheide · Heerlen-Stad · Hoensbroek

Wijken: Aarveld-Bekkerveld · De Beitel · Caumerveld-Douve Weien · Eikenderveld · Heerlen-Centrum · Heerlerbaan-Oost · Heerlerbaan-West · Passart · De Hei · Heksenberg · Hoensbroek-De Dem · De Koumen · Maria-Gewanden-Terschuren · Mariarade · Meezenbroek-Schaesbergerveld · Molenberg · Nieuw Lotbroek · Rennemig-Beersdal · Schandelen-Grasbroek · Vrieheide-De Stack · Welten-Benzenrade · Woonboulevard-Ten Esschen · Zeswegen-Nieuw Husken

Buurtschappen en gehuchten: De Euren · Heihoven · Imstenrade · Schurenberg · Terschuren

Limburg: Steden en dorpen      Nederland: Provincies · Gemeenten